# Jan Kęsik (żołnierz)
Jan Kęsik ps. Maczuga (ur. 20 stycznia 1918 w Dębie, zm. 9 lipca 1943 w Barłogach) – żołnierz Batalionów Chłopskich, komendant rejonu I obwodu Puławy Okręgu Lublin tej organizacji, pośmiertnie awansowany do stopnia kapitana.

## Życiorys
Jan Kęsik urodził się 20 stycznia 1918 jako syn Pawła i Marianny. Przed wybuchem II wojny światowej działał w Związku Młodzieży Wiejskiej "Wici". Brał udział w kampanii wrześniowej. W lutym 1940 wstąpił do Batalionów Chłopskich. Działał jako łącznik i kolporter prasy podziemnej. Brał udział w wielu akcjach bojowych, a w tym w akcji w majątku w Czesławicach i ataku na pociąg urlopowy pod Gołębiem. Zginął 9 lipca 1943 w potyczce z Niemcami we wsi Barłogi. Został pochowany na cmentarzu w Markuszowie.

## Ordery i odznaczenia
- Krzyż Partyzancki
- Krzyż Batalionów Chłopskich